# Plesovitsa
Plesovitsa (ryska: Плесовица) är ett vattendrag i Belarus.   Det ligger i voblasten Vitsebsks voblast, i den norra delen av landet, 200 km norr om huvudstaden Minsk.
Omgivningarna runt Plesovitsa är en mosaik av jordbruksmark och naturlig växtlighet. Runt Plesovitsa är det glesbefolkat, med 17 invånare per kvadratkilometer.